# Zahořany
Zahořany es una localidad situada en el distrito de Domažlice, en la región de Pilsen, República Checa. Tiene una población estimada, a principios del año 2022, de 1054 habitantes.
Está ubicada al oeste de la región, en la cuenca hidrográfica del río Berounka —un afluente izquierdo del río Moldava que, a su vez, es afluente del Elba— y cerca de la frontera con el estado alemán de Baviera.